# Лебедєв Євгеній Олександрович
Барон Євгеній Олександрович Лебедєв (нар. 8 травня 1980, Москва, СРСР) — британський видавець, власник компанії «Lebedev Holdings Ltd», випускає газети «Evening Standard» і «The Independent». Син екс-мільярдера Олександра Лебедєва.

## Біографія

### Походження
Євгеній Лебедєв провів більшу частину свого життя у Великій Британії. Коли його батько, Олександр, влаштувався на роботу в радянське посольство в Лондоні і сім'я переїхала, Євгенію було вісім і він пішов у міську школу.
Євгеній отримав британське підданство у жовтні 2010 року.
31 липня 2020 року Євгеній Лебедєв став членом Палати лордів Великої Британії.

### Бізнес-проекти
Під керівництвом Євгенія Лебедєва Evening Standard стала першою безкоштовно поширюваною багатотиражною газетою у Британії, тиражем в 600 000 копій.
Інші бізнес-проекти Лебедєва включають ресторан японської кухні Sake no Hana на вулиці Сент-Джеймс, Лондон, спроектований Кенг Кума, і бутік-готель Palazzo Terra Nova в Умбрії, Італія. Його ім'я також пов'язують як творця і співвласника ресторану Hush у Мейфері, і співвласника, поряд з Ієном Маккелленом і Шоном Матіасом легендарного пабу The Grapes в Лондоні.

### Мистецтво та культура
Лебедєв є любителем мистецтва і очолює Evening Standard Theatre Awards.
Він є одним із спонсорів Московського Художнього театру і Ялтинського театру імені А. П. Чехова (побудований у 1883, відремонтований 1908), реконструйованого в 2008 році «за фінансової підтримки А. Е. Лебедєва».

### Благодійність
Лебедєв є засновником і головою Фонду Раїси Горбачової, створеного у 2006 році разом з екс-президентом Михайлом Горбачовим, його мета полягає в тому, «щоб збирати гроші для допомоги дітям хворим на рак». На сьогоднішній день фонд зібрав мільйони фунтів стерлінгів для своїх цілей.
Фонд обладнав дві педіатричних онкологічних клініки в Росії. Дослідницькі стипендії Фонду по боротьбі з онкологічними захворюваннями у дітей, забезпечують підготовку з дисциплін, що беруть участь в діагностиці, лікуванні, контролі і догляду за дітьми, хворими на рак. З 2008 року фонд працює у тісній співпраці з Marie Curie Cancer Care, інший з британською благодійною організацією, яка надає допомогу хворим у термінальній стадії раку.